# Albertina Paraíso
Albertina de Sousa Paraíso (Cedofeita, Porto, 11 de janeiro de 1864 — São Paulo, Lisboa, 25 de fevereiro de 1954) foi uma activista feminista, jornalista, ensaísta, tradutora e poetisa portuguesa.

## Biografia
Nascida numa família portuense de classe média, o seu pai, Guilherme Augusto de Sousa Paraíso, era director bancário e sua mãe, Sofia Isilda Freitas de Sousa Paraíso, directora de um colégio.  Conviveu com outras personagens literárias da época, como António Nobre, Eduardo Coimbra, Joaquim de Araújo Rangel Pamplona e Castro e António Fogaça.  Ainda jovem cursou Belas Artes no Porto. Graças a isso, divulgou diversas pintoras em todas as revistas que vai dirigindo e publicando ao longo da sua vida. Desde cedo se envolveu na política, participando na Revolta do 31 de Janeiro, mas a sua acção no Porto é mais sentida no que respeita à criação de revistas femininas. 
Dirigiu o Almanaque das Senhoras Portuguesas e Brasileiras (1885-1887), onde contou com a colaboração de, entre outros, Eça de Queiroz, Antero de Quental, Ramalho Ortigão e Oliveira Martins, e o Almanaque das Senhoras Portuenses (1889). Em 1895 publicou o livro Musgos e Rosas, prefaciado por João de Deus e ilustrado por Rafael Bordalo Pinheiro.
Mudou-se para Lisboa, onde frequentava os salões de Maria Amália Vaz de Carvalho. Em 2 de julho de 1902, casou na Igreja Paroquial de São Jorge de Arroios, em Lisboa, com Manuel Rodrigues Barroca, ourives, natural de Lamego. Tornou-se directora do Jornal da Mulher, um suplemento do jornal O Mundo, a partir de 1906. Aqui colaborou com Maria Amália Vaz de Carvalho e Ana de Castro Osório.
Lançou a revista Alma Feminina, onde colaborou com Guerra Junqueiro, João Chagas e Teófilo Braga. Ainda escreveu para publicações como Diário de Notícias, A Illustração, Correio da Manhã, Novidades, O Século, A Capital, entre outros. Em 1915 dirigiu a "Secção feminina" do "número Specimen" (amostra pré-série) da Contemporânea. 
Sofria de arteriosclerose, da qual faleceu na Rua do Ataíde, número 17, primeiro andar, da freguesia de São Paulo, em Lisboa, aos 90 anos. Foi sepultada em jazigo, no Cemitério dos Prazeres.
A artéria que a homenageia é uma via na freguesia de Paranhos, no Porto.

## Obra

### Em livro
- Musgos e Rosas, 1896 [5]
- Derradeiros versos, 1938 [6]

### Em periódicos (parcial)

#### A imprensa: revista scientifica, literária e artística
- Os Noivos ( Os Noivos no Wikisource em português.), n.o 3, Novembro de 1885 [11]

#### A illustração portugueza: semanario: revista litteraria e artistica
- Boiando..., n.o 19, 31 de Dezembro de 1888 [12]

#### Branco e Negro: semanario illustrado
- Libro Del Alma, n.o 35, 29 Novembro de 1896 [13]

#### Álbum das meninas
- Lês inspiratrices (poesia),  n.o 11, 28 Fevereiro de 1899 [14]

#### Elegancias
- A uma creança, n.o 34, ano 3, Agosto de 1913 [7]

#### Contemporânea
- Secção Feminina, n.o Specimen, Maio de 1915 [8]

#### O Dia
- Joias e Flores